# Hidrazinoftalazin
Hidrazinoftalazini su klasa lekova koja obuhvata:
- Hidralazin[1]
- Dihidralazin[1]
- Kadralazin
- Endralazin